# Volkslied van de Sovjet-Unie
| Volksliederen van Rusland en de Sovjet-Unie | Volksliederen van Rusland en de Sovjet-Unie |
| ------------------------------------------- | ------------------------------------------- |
| (1791)                                      | Grom pobedy, razdavajsja!                   |
| 1815                                        | Gebed van de Russen                         |
| 1833                                        | God, behoed de tsaar!                       |
| 1917                                        | Arbeidersmarseillaise                       |
| 1918(±)                                     | De Internationale                           |
| 1944                                        | Volkslied van de Sovjet-Unie                |
| 1991                                        | Patriottenlied                              |
| 2000                                        | Volkslied van de Russische Federatie        |

Vlag van Sovjet-Unie

Gimn Sovetskogo Sojoeza (Russisch: Гимн Советского Союза), in het Nederlands Volkslied van de Sovjet-Unie of Hymne van de Sovjet-Unie genoemd, was van 15 maart 1944 tot 25 december 1991 het volkslied van de Sovjet-Unie. De muziek is geschreven door Aleksandr Aleksandrov, de tekst is van de hand van Sergej Michalkov en Gabriel El-Registan.

## Geschiedenis
Het eerste volkslied van de Sovjet-Unie was de Internationale, als symbool van de internationale verbondenheid van de arbeidersklasse. In de jaren 1930 begon de wedstrijd voor het schrijven van het volkslied van de Sovjet-Unie. Hierdoor ontstond eind jaren 30 de "hymne van de bolsjewistische partij" (Гимн партии большевиков). De melodie van dit lied werd gecombineerd met een patriottische tekst en zo ontstond het volkslied van de Sovjet-Unie. Het volkslied werd voor het eerst gespeeld op 1 januari 1944. Sinds 15 maart van dat jaar was het het officiële volkslied. De oorspronkelijke versie bevatte enkele verwijzingen naar Stalin. Van 1955 (twee jaar na de dood van Stalin) tot 1977 werd het volkslied zonder tekst gebruikt. In dat jaar kreeg het een nieuwe tekst, zonder Stalin. Er bestond een officiële versie in elk van de talen van de vijftien unierepublieken, waarbij de Russische het belangrijkst was.
Toen de Sovjet-Unie eind 1991 ophield te bestaan kreeg Rusland opnieuw een volkslied zonder tekst, het 'Patriottisch lied' van Michail Glinka. Populair is dit lied nooit geweest, zodat in 2000 het oude volkslied in ere werd hersteld, zij het met een nieuwe tekst: Gimn Rossijskoj Federatsii (Hymne van de Russische Federatie). De nieuwe tekst is, bijna zestig jaar na de eerste versie, opnieuw geschreven door Michalkov.

## Tekst in het Russisch (origineel en transcriptie)

### Versie 1944
| Russische versie | Transcriptie | IPA-transcriptie |
| Союз нерушимый республик свободных Сплотила навеки Великая Русь. Да здравствует созданный волей народов Единый, могучий Советский Союз! Славься, Отечество наше свободное, Дружбы народов надёжный оплот! Знамя советское, знамя народное Пусть от победы к победе ведёт! Сквозь грозы сияло нам солнце свободы, И Ленин великий нам путь озарил: Нас вырастил Сталин – на верность народу, На труд и на подвиги нас вдохновил! Славься, Отечество наше свободное, Счастья народов надёжный оплот! Знамя советское, знамя народное Пусть от победы к победе ведёт! Мы армию нашу растили в сраженьях. Захватчиков подлых с дороги сметём! Мы в битвах решаем судьбу поколений, Мы к славе Отчизну свою поведём! Славься, Отечество наше свободное, Славы народов надёжный оплот! Знамя советское, знамя народное Пусть от победы к победе ведёт! | Soyuz nerushimyǐ respublik svobodnykh Splotila naveki Velikaya Rus Da zdravstvuyet sozdanny voleǐ narodov Yedinyǐ, moguchiǐ Sovetski Sojoez! Slav'sya, Otechestvo nashe svobodnoye, Druzhby narodov nadyozhnyǐ oplot! Znamya sovetskoye, znamya narodnoye Pust' ot pobedy k pobede vedyot! Skvoz grozy siyalo nam solntse svobody, I Lenin velikiǐ nam put ozaril: Nas vyrastil Stalin — na vernost narodu, Na trud i na podvigi nas vdokhnovil! Slav'sya, Otechestvo nashe svobodnoye, Shchastya narodov nadyozhnyǐ oplot! Znamya sovetskoye, znamya narodnoye Pust ot pobedy k pobede vedyot! My armiyu nashu rastili v srazhen'yakh, Zakhvatchikov podlymh s dorogi smetyom! My v bitvakh reshayem sudbu pokoleniǐ, My k slave Otchiznu svoyu povedyom! Slav'sya, Otechestvo nashe svobodnoye, Slavy narodov nadyozhnyǐ oplot! Znamya sovetskoye, znamya narodnoye Pust ot pobedy k pobede vedyot! | [sɐˈjʉs nʲɪrʊˈʂɨmɨj rʲɪsˈpublʲɪk svɐˈbodnɨx] [splɐˈtʲilə nɐˈvʲekʲɪ vʲɪˈlʲikəjə ˈrusʲ] [ˈda ˈzdrastvʊjɪt ˈsozdənːɨj ˈvolʲɪj nɐˈrodəf] [jɪˈdʲinɨj mɐˈgutɕɪj sɐˈvʲetskʲɪj sɐˈjʉs] [ˈslafʲsʲə ɐˈtʲetɕɪstvə ˈnaʂɨ svɐˈbodnəjə] [ˈdruʐbɨ nɐˈrodəf nɐˈdʲɵʐnɨj ɐpˈlot] [ˈznamʲə sɐˈvʲetskəjə ˈznamʲə nɐˈrodnəjə] [ˈpusʲtʲ ɐt pɐˈbʲedɨ k‿pɐˈbʲedʲɪ vʲɪˈdʲɵt] [ˈskvosʲ ˈgrozɨ sʲɪjæˈlə ˈnam ˈsontsɨ svɐˈbodɨ] [ˈi ˈlʲenʲɪn vʲɪˈlʲikʲɪj ˈnam ˈputʲ ɐzɐˈrʲil] [ˈnas ˈvɨrəsʲtʲɪl ˈstalʲɪn nə ˈvʲernəsʲtʲ ˈnɐrodʊ] [nə ˈtrut ˈi nə ˈpodvʲɪɡʲɪ ˈnas vdəxnɐˈvʲil] [ˈslafʲsʲə ɐˈtʲetɕɪstvə ˈnaʂɨ svɐˈbodnəjə] [ˈɕːæsʲtʲjə nɐˈrodəf nɐˈdʲɵʐnɨj ɐpˈlot] [ˈznamʲə sɐˈvʲetskəjə ˈznamʲə nɐˈrodnəjə] [ˈpusʲtʲ ɐt pɐˈbʲedɨ k‿pɐˈbʲedʲɪ vʲɪˈdʲɵt] [ˈmɨ ˈarmʲɪjʉ ˈnaʂʊ rɐsʲˈtʲilʲɪ f‿srɐˈʐɛnʲjəx] [zɐxˈvatɕːɪkəf ˈpodlɨx z‿ˈdɐˈroɡʲɪ smʲɪˈtʲɵm] [ˈmɨ v‿ˈbʲitvəx rʲɪˈʂajɪm sʊdʲˈbu pəkɐˈlʲenʲɪj] [ˈmɨ k‿ˈslavʲɪ ɐˈtɕːiznʊ svɐˈju pəvʲɪˈdʲɵm] [ˈslafʲsʲə ɐˈtʲetɕɪstvə ˈnaʂɨ svɐˈbodnəjə] [ˈslavɨ nɐˈrodəf nɐˈdʲɵʐnɨj ɐpˈlot] [ˈznamʲə sɐˈvʲetskəjə ˈznamʲə nɐˈrodnəjə] [ˈpusʲtʲ ɐt pɐˈbʲedɨ k‿pɐˈbʲedʲɪ vʲɪˈdʲɵt] |

### Versie 1977
| Russische versie | Transcriptie | IPA-transcriptie |
| Союз нерушимый республик свободных Сплотила навеки Великая Русь. Да здравствует созданный волей народов Единый, могучий Советский Союз! Припев: Славься, Отечество наше свободное, Дружбы народов надёжный оплот! Партия Ленина—сила народная Нас к торжеству коммунизма ведёт! Сквозь грозы сияло нам солнце свободы, И Ленин великий нам путь озарил: На правое дело он поднял народы, На труд и на подвиги нас вдохновил! Припев В победе бессмертных идей коммунизма Мы видим грядущее нашей страны, И Красному знамени славной Отчизны Мы будем всегда беззаветно верны! Припев | Soyuz nerushimyǐ respublik svobodnykh Splotila naveki velikaya Rus Da zdravstvuyet sozdannyǐ voleǐ narodov Yedinyǐ, moguchiǐ Sovetskiǐ Soyuz! Pripev: Slav'sya, Otechestvo nashe svobodnoye, Droezhby narodov nadyozhnyǐ oplot! Partiya Lenina - sila narodnaya Nas k torzhestvu kommunizma vedyot! Svkoz' grozy siyalo nam solntse svobody, I Lenin velikiǐ nam put ozaril: Na pravoye delo on podnyal narody, Na trud i na podvigi nas vdokhnovil! Pripev V pobede bessmertnykh ideǐ kommunizma My vidim gryadushcheye nasheǐ strany, I krasnomu znameni slavnoǐ Otchizny My budem vsegda bezzavetno verny! Pripev | [sɐˈjus nʲɪruˈʂɨmɨj rʲɪsˈpublʲɪk svɐˈbodnɨx] [splɐˈtʲilə nɐˈvʲekʲɪ vʲɪˈlʲikəjɪ ˈrusʲ] [də ˈzdrastvujɪt ˈsozdənɨj ˈvolʲɪj nɐˈrodəf] [jɪˈdʲinɨj mɐˈɡutɕɪj sɐˈvʲɛtskʲɪj sɐˈjus] [prʲɪˈpʲef] [ˈslafʲsʲə ɐˈtʲetɕɪstvə ˈnaʂɨ svɐˈbodnəjɪ] [ˈdruʐbɨ nɐˈrodəf nɐˈdʲoʐnɨj ɐˈplot] [ˈpartʲɪjə ˈlʲenʲɪnə sʲilə nɐˈrodnəjə] [nɐs k‿tərʐɨstˈvu kəmuˈnʲizmə vʲɪˈdʲot] [skvəzʲˈɡrozɨ sʲɪˈjalɐ nam ˈsontsɪ svɐˈbodɨ] [i ˈlʲenʲɪn vʲɪˈlʲikʲɪj nɐm ˈputʲ əzɐˈrʲil] [nɐ ˈpravəjɪ ˈdʲɛlə on ˈpodnʲɪl naˈrodɨ] [nɐ ˈtrud i nɐ ˈpodvʲɪɡʲɪ ˈnas vdəxnɐvʲɪl] [prʲɪˈpʲef] [f‿pɐˈbʲedʲɪ bʲɪˈsmʲɛrtnɨx ɪˈdʲej kəmuˈnʲizmə] [mɨ ˈvʲidʲɪm ɡrʲɪˈduɕːiə ˈnaʂɨj stranɨ] [i ˈkrasnəmu ˈznamʲɪnʲɪ ˈslavnəj ɐˈtɕiznɨ] [mɨ ˈbudʲɪm fsʲɪɡˈda bɪzːɐˈvʲɛtnə vʲɪrˈnɨ] [prʲɪˈpʲef] |

### Tekst in het Nederlands
| Een onverwoestbare unie van vrije republieken, Heeft het almachtige Rusland voor eeuwen gesmeed. Lang leve de door de wil der volkeren opgerichte, Verenigde, machtige, Sovjet-Unie!                                    |
| Refrein: Eer aan ons vrije vaderland, Het betrouwbare fort van de volkerenvriendschap! De partij van Lenin - de macht van het volk, Zal ons naar de triomf van het communisme leiden!                                   |
| Door de onweersbuien heen, scheen ons de zon der vrijheid toe, En de grote Lenin heeft ons de weg getoond: Voor de goede zaak heeft hij de volkeren doen opstaan, Tot arbeid en heldendaden heeft hij ons geïnspireerd! |
| Refrein |
| In de overwinning van de onsterfelijke ideeën van het communisme, Zien wij de toekomst van onze staat, En de rode wimpel van het geëerde vaderland, Zullen wij altijd onvoorwaardelijk trouw zijn!                      |
| Refrein |